# Евионити
Евионити или ебионити (грч. Ἐβιωναῖοι, хебр. םינויב א) су прва хришћанска секта. Како је Хришћанска црква настала у Јудеји најпре је дошла у додир са самим Јеврејима. То је за последицу имало решавање односа хришћанства према јудаизму и до укидања старозаветног обредног закона 51. године. Ово нису подржали неки хришћани коју су желели да остану верни Мојсијевом обредном закону и основали су своју групу ″јудејствујућих хришћана″ односно евионита.
Ебионити су инсистирали на универзалној потреби да се следе јудејски религиозни обреди и Тора, коју је Исус објаснио и расветлио. За њих је Исус Христос, као смртан човек, био месија и пророк но не и богочовек. Поштовали су Јакова Праведног, Исусовог брата, епископа Јерусалимске цркве, а одбацивали апостола Павла сматрајући га „одступником од Закона“. Евионити су временом „одбачени делом као отпадници, а делом као јеретици".